# Régional

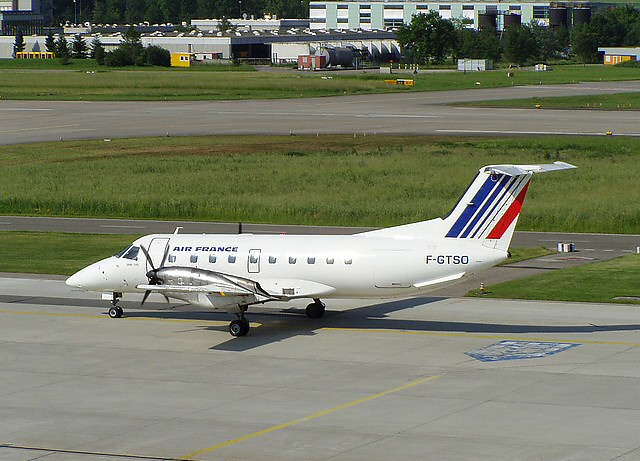
Embraer EMB-120 Regional, 2003

Régional Compagnie Aérienne Européenne, förkortat Régional, var ett franskt flygbolag som är dotterbolag till Air France. Régional bildades den 30 mars 2001 genom en sammanslagning av tre regionala dotterbolag till Air France: Flandre Air, Proteus Airlines och Regional Airlines.
Régional integrerades i Hop! år 2016 tillsammans med Brit Air och Airlinair.

## Flotta
Régionals flotta består av 53 plan.
| Flygplan    | Antal | Passagerare |
| ----------- | ----- | ----------- |
| Embraer 135 | 6     | 37          |
| Embraer 145 | 27    | 50          |
| Embraer 170 | 10    | 76          |
| Embraer 190 | 10    | 100         |